# Непал на летних Олимпийских играх 1992
Непал принимал участие в Летних Олимпийских играх 1992 года в Барселоне (Испания) в седьмой раз за свою историю, но не завоевал ни одной медали. Сборную страны представляли 1 мужчина и 1 женщина.